# Christiaan Cordes
Christiaan Hendrik Cordes (Amsterdam, 7 februari 1802 – Driebergen, 16 oktober 1869) was een suikerfabrikant en politicus.
Christiaan Cordes was zoon van Coenraad Cortes en Catharina Margaretha Dangers. Nadat hij in 1830 had deelgenomen aan de Tiendaagse Veldtocht tegen België, werd hij door Koning Willem I benoemd tot ridder in de Orde van de Nederlandse Leeuw. Op 6 juni 1833 trouwde hij in Amsterdam met Hendrika (Henrietta) Bloemen (1811-1889) en kreeg met haar acht kinderen. Vier van de kinderen zouden al jong overlijden. 
De patriciër Cordes verdiende een kapitaal met zijn suikerfabriek en kocht op de Heuvelrug een stuk grond om te gaan rentenieren. Omstreeks 1845 liet hij op zijn landgoed een groot witgepleisterd neoclassicistische landhuis Hoogerheide bouwen de Hoofdstraat in Driebergen. 
Nadat hij er een aantal jaren woonde was hij in de periode 1847 tot 1850 burgemeester van de gemeente Driebergen. In 1850 was hij bovendien burgemeester van Rijsenburg en Sterkenburg. In 1850 werd hij namens Amersfoort benoemd als Statenlid en gedeputeerde van de provincie Utrecht. In 1852 werd hij bovendien Statenlid in Utrecht namens Amerongen.
In 1861 wordt de maatschap met zijn broer Jan Herman Cordes ontbonden en wordt Christiaan eigenaar van hofstede "Overveen" in Ouder-Amstel.
Hij werd begraven op de oude algemene begraafplaats aan de Cordesstraat in Driebergen.